# Гразульф I
Гразульф I (лат. Grasulfus I; умер в 590) — герцог Фриуля (не позднее 581—590) из рода Гаузы.

## Биография

### Происхождение
Основным историческим источником, сообщающим о Гразульфе I, является сборник «Австразийские письма».
Родственные связи Гразульфа I точно не установлены. Предполагается, что он мог быть племянником первого лангобардского правителя Италии Альбоина и младшим братом Гизульфа I. В то же время, существует мнение, что Гразульф I был отцом Гизульфа I, которого Павел Диакон в своей «Истории лангобардов» называл племянником Альбоина. Возможно, причиной противоречивости версий являлось ошибочное отождествление авторами XVIII—XIX веков Гизульфа I с одноимённым сыном герцога Гразульфа I. Скорее всего, отцом Гразульфа I и Гизульфа I был неизвестный по имени младший сын короля Аудоина.
О ранних годах жизни Гразульфа I сведений в средневековых источниках не сохранилось. Вероятно, после завоевания лангобардами Италии Гразульф занимал одну из властных должностей.

### Герцог Фриуля
Гразульф I не упоминается в «Истории лангобардов» Павла Диакона, но о нём известно из двух современных ему документов, сохранившихся в составе сборника «Австразийские письма». В посланиях не упоминается владение, которым правил Гразульф I. Однако наделение его в документе герцогским титулом должно свидетельствовать о его очень высоком статусе в Лангобардском государстве. Вероятно, Гразульф был правителем Фриульского герцогства, возникшего в ходе лангобардского завоевания Италии в 560-х—570-х годах. Возможно, не позднее 581 года он унаследовал власть над этим владением после смерти своего брата Гизульфа I. Однако некоторые современные историки, придерживающиеся мнения о том, что Гразульф I был отцом Гизульфа I, предполагают, что именно Гразульф мог быть первым герцогом Фриуля, а Гизульф — вторым.
Наиболее информативное свидетельство о Гразульфе I в первичных источниках — послание, направленное ему франком Гогоном, майордомом правителя Австразии Хильдеберта II. Это последнее из писем, подписанных Гогоном. Хотя документ не датирован, традиционно его относят к периоду незадолго до 581 года, времени смерти этого франкского государственного деятеля. Предполагается, что послание могло быть отправлено в 579 или 580 году. Однако существует и альтернативная датировка, предложенная У. Гоффартом, согласно которой, документ был направлен адресату в 571 или в 572 году.
В послании, написанном от лица короля Хильдеберта II, сообщается о франкском посольстве, на обратном пути из Константинополя намеревавшемся посетить двор Гразульфа I. Также упоминается о желании герцога заключить союз с византийцами. В документе Гразульфу даётся совет сначала заручиться поддержкой папы римского (им тогда был Пелагий II), а затем уже вступать в переговоры с представителями византийского императора. В случае же заключения союза между Гразульфом и византийцами, франки обещали герцогу отправить в Италию войско, которое бы действовало как против врагов австразийского короля и византийского императора, так и против врагов герцога. Из-за отсутствия других исторических источников дальнейший ход событий точно не известен. Однако современные историки отмечают, что вскоре после отправления послания франки, как и обещали, вторглись в Лангобардское королевство: в 581 году они дошли до долины реки Адидже, а около 584 года — до Паданской равнины.
Предполагается, что про-византийская политика Гразульфа I, зафиксированная в послании Гогона, была вызвана несколькими причинами. Во-первых, желанием фриульского герцога найти себе союзников против аваров и славян, угрожавших как его владениям, так и византийской Истрии. Во-вторых, возможностью через императорский двор в Константинополе влиять на итальянскую политику правителей Франкского государства и тем самым обеспечить безопасность своих владений. Также существует мнение, что Гразульф I мог получить власть над Фриульским герцогством в результате междоусобия, в котором византийцы оказали ему помощь. Возможно, с лангобардо-византийским союзом при Гразульфе I связаны сообщения историка Менандра Протектора о переходе на сторону империи некоторых лангобардских вождей и участии отрядов лангобардов в военных действиях византийцев в Истрии.
Ко времени Гразульфа I относится восстановление королевской власти в Лангобардском государстве и завершение так называемого периода правления герцогов. В 584 году с согласия знати королём лангобардов был избран Аутари. Для обеспечения нужд нового правителя королевства каждый из герцогов передал монарху половину своих владений.
С анти-византийской политикой, которой придерживался Аутари, связан и разрыв союзнических отношений между Гразульфом I и империей. Вероятно, это произошло во второй половине 580-х годов (по разным данным, в 586, 587 или 588 году), когда по приказу лангобардского короля герцог Тренто Эвин совершил поход в Истрию. Предполагается, что этот поход был направлен не столько против истрийских византийцев, сколько против фриульского герцога, в верности которого Аутари мог сомневаться. Возможно, на изменение политики Гразульфа I повлияли и продолжавшиеся конфликты между лангобардами и франками.
О враждебных Византийской империи действиях Гразульфа I свидетельствует ещё одно послание из сборника «Австразийские письма». В нём сообщается, что в 590 году экзарх Равенны Роман совершил поход в Истрию, подвергшуюся нападению со стороны Гразульфа I. Однако здесь он был встречен Гизульфом, сыном Гразульфа I, который заключил с византийцами мир.
Предполагается, что в послании зафиксирован момент перехода власти от Гразульфа I к его сыну. Вероятно, Гизульф II стал правителем Фриульского герцогства в 590 году, в самый разгар событий в Истрии. Возможно, Гразульф I не умер, а был свергнут c византийской помощью, и именно с этим было связано заключение мирного договора между Гизульфом II и экзархом Равенны.
Младшим из сыновей Гразульфа I был Гразульф II, правивший Фриульским герцогством в первой половине VII века.